# Europa Universalis IV
Еуропа Универсалис 4 је стратегија великих размера, у серијалу Еуропа Универсалис, развијена од стране Парадокс девелапмент студио и објавио је Парадокс интерактив. Игра је објављена 13. августа 2013. То је стратешка игра у којој играчи могу да контролишу нацију из касног средњег века кроз рани модерни период (1444. до 1821. године АД), који спроводе трговину, администрацију, дипломатију, колонизацију и ратовање.

## Игра
Игра је формирана да започне историјски, уз стварне догађаје који се јављају у реалном времену. Сама игра је интерактивна мапа Земље подељена у покрајине које чине нације. Свака од ових покрајина доприноси својој земљи позитивно или негативно, јер покрајине могу пружити ресурсе нацији и служити као тачка немира и побуне. За играње захтева играч да води нацију тако што пронађе равнотежу војске, дипломатије и економије. Играчи то чине својим одлукама као суверени владари својих народа и кроз трошење ресурса који су им доступни: Углед, Стабилност, Злато (Дукати), Људство, Легитимитет за Монархије, Републиканска традиција за републике, Ниво вере за теократије, Јединство Хорде за Хорде и моћ Монарха (административне, дипломатске, војне).
Играчи могу да одлуче да освоје свет војном снагом, постану колонијална супер-сила, успостављају доминацију трговине итд. Игра је песак, и док не постоји стриктно правило за победу у игри, губитак се јавља када се играчева нације уклони, или анексиране са мапе. Дипломатија је велики аспект игре, као што су стварање савеза (или вазалне државе), побољшање мишљења и спречавање одбрамбених коалиција од виталног значаја за преживљавање играча. Шпијунажа се такође може користити против непријатељских држава како би потражила своју територију или подстакла побуну у својим провинцијама, заједно са другим сумњивим циљевима. Борба се може водити и на копну и на мору, током које се покушава симулирати стварни светски фактори као што су морал, дисциплина, компетентност лидера, терена и линије снабдевања.
Многе велике религије су присутне у игри и могу пружити различите бонусе њиховим практичарима. Играчи могу запослити мисионаре да претварају своје покрајине или се могу укључити у политику универзалне верске слободе. Католичка вера користи Папазију, која омогућава нацији да има контролу над папом или да користи свој утицај на друге награде. Технолошки напредак се инвестира током времена и захтеваће трошак монархијских поена.
- Административне технологије откривају напредак као што су повећана продуктивност, нови облици власти, нове зграде и национални идејни систем.
- Дипломатска технологија отклања напредак као што су поморске јединице, побољшања у трговини, нове зграде и побољшана колонијална експанзија.
- Војна технологија откључава напредак као што су копнене јединице, побољшани морале, борбена тактика и нове зграде.

На игру је под утицајем случајних догађаја који се појављују сваке године за играча. Ови догађаји могу бити корисни или штетни. Неке од ових случајних догађаја покреће историја једне земље, док неке могу применити у било коју земљу и уопштено служе за побољшање забаве игре. Играчи могу да одаберу да играју режим једног играча у против вештачке интелигенција или режим више играча преко ЛАН-а или Интернета против мешавине противника човјека и вештачких интелигенција. Један играч такође има опцију "Иронман" режима, који закључава неколико поставки као што су потешкоћа и уклања ручну контролу чувања игре за играча. То значи да су грешке неповратне. Међутим, то је једини начин да добијете било које достигнуће у игри.

## Експанзије и модови
За игру је објављен велики број експанзија.
Све експанзије су опционе и могу се применити на базну игру у било којој комбинацији. Највеће експанзије значајно мењају механику и карактеристике игре. Ту су и пакети малих експанзија (који додају нове догађаје и мању механику, обично специфичне за једну нацију), музичке пакете (које дају додатну музику) и козметичке пакете (које утичу на моделе модела, портрете и мапу). Постоје и три е-књиге које не утичу на саму игру, али су се подударале са објављеном експанзијом.
Проширења су често праћене поклапањем бесплатних ажурирања за игри, што може прилагодити постојеће механике или додати нове у теми експанзије.

### "Освајање раја"
Освајање раја се фокусира на Нови свет. Додаје се проширење механике племенских народа, најистакнутијих индијанских. Такође додаје случајни нови светски генератор који рандомизује пејзаж Северне и Јужне Америке. Објављен уз ажурирање 1.5 такође је додао колонијалне регије, протекторате и нове почетне нације, као и многе друге мале додатке и поправке.

### "Богатство нација"
Богатство нација, назван по књизи Адама Смита, укључује нове механике за трговинске и трговачке републике. Најистакнутији додаци укључују и трговачке компаније, приватизацију и изградњу канала Суез, Панама и Киел. Пратећи ажурирање 1.6 укључио је нови ривалски систем, смернице и додатни дизајн брода. Објављен је 29. маја 2014.

### "Рес Публика"
Рес Публика се фокусира на управљање и трговину. Уведене су нове механике које се односе на изборе, заједно са изборним догађајима за холандске републике и националним фокусом. Укључен је и републикански облик диктатуре. Пратећи ажурирање 1.7 укључивао је додатне групе идеја и партије Трговачке Републике.

### "Уметност ратовања"
Ова експанзија се фокусира на војну механику. Проширује се на тридесетогодишњи рат и наполеонску ера, унапређује дипломатију (нарочито окружујући сукоб и мировне уговоре), шири механику вазала и додаје нове опције за вођење рата. Пратећи ажурирање 1.9, између осталог, је ремонтовао и побуњеничке механике, унапредио мапу и додао велики интерфејс, вештачке интелигенције и побољшања играња. Побољшања на мапи су повећала број покрајина на мапи игара, у регионима који су раније недостајали детаља, као што су Азија и Африка.

### "Ел Дорадо"
Ел Дорадо, назван по митолошком Ел Дораду, углавном се побољшава народе Централне и Јужне Америке. Ово укључује Нахуатл, Инти и религије Маја, "штитник смрти" за средњоамеричка племена, побољшана механика и додатни догађаји. Истраживање и колонизација ових подручја такође су проширени - на пример, додао је споразум из Тордесиљаса и освајачи могу истражити неоткривене делове мапе да потраже седам градова злата. Уврштен је и обичан дизајнер нације. Пратећи ажурирање 1.11 укључује нове догађаје за Јужну и Централну Америку, побољшан терен и опште побољшање играња.

### "Здрав разум"
Здрав разум, назван по чувеном памфлету Томаса Пајна, фокусиран је на дипломатију, религију и унутрашњи развој. Додато је ново религиозно играње, фокусирајући се на протестанте и будисте. Додају се парламенти, а посебна парламентарна влада се додељује Енглеској. Сочиви 1.13 ажурирање укључује нове религије, побољшања мировног система и преобликовање тврђавног система. Смањен је и број грађевинских слотова, али постојећи су постали снажнији.

### "Козаци"
Козаци, названи по козацима Украјине, Пољске и Русије, додају додатне опције за дипломатију и широку палету унутрашње политике у миру. Пре свега, ово је представљено кроз систем "некретнине", који омогућава провинцијама да буду додељени племенитим земљорадницима, цркви, буржоазија и још много тога у замену за различите бонусе и модификаторе. Поред тога, Козаци додаје механику за владу врста хорда и додаје механику религији Тенгри.

### "Маре нострум"
Маре Нострум, преведен као "Наше море" на латинском, био је римско име за Медитеранско море. Како се то назива, ова експанзија уводи нове садржаје везане за поморски рат, трговину и шпијунажу. Сада можете поставити бродове у мисију поморске блокаде или на лов противничких бродова. Такође се може створити трговачке лиге, нудити Кондотјер другим земљама за борбу и нову временску функцију где се у било ком тренутку кроз кампању може кликнути и гледати како се свет развио током игре. Приложени 1.16 ажурирању, направио је значајне промјене у шпијунажи, додао нове режиме карте, два нова система за државе, територије и корупцију, као и разне нове покрајине за Ирску и Африку.

### "Права човека"
Права човека је девета експанзија за Еуропа Универсалис 4. Најављена је 19. августа 2016. године. Издата је 11. октобра 2016. године заједно са 1.18 "Прусија" ажурирањем. Експанзија и ажурирање укључили су нови систем великих овлашћења, где су осам најмоћнијих нација назване "Велике силе" и могле су приступити новим дипломатским карактеристикама, као што су стварање мањих нација да разбију своје савезе са другим великим силама. ажурирање је укључио и нове владе за Прусију и Османско царство, као и масовно преобликовање технолошког система названо Институције, које додају казне било којој нацији која није прихватила дату институцију (попут феудализма, ренесансе итд.), и учинио је процес "вестернизације" застарелим.

### "Мандат о небесима"
Мандат о небесима, назван по древном кинеском политичком концепту, фокусиран је на побољшање региона источне Азије и садржи нове механике за Минг Кину, заједно са способношћу околних држава да затраже назив кинеског императора. Постоје и нови кинески механизми меритократије, способност племена Манчу да подигну транспаренте и нови јапански систем шогуната са догађајима који омогућавају Јапану да постане више изолован или отворен у карактеру. Изван источне Азије, сада постоје "векови" који фокусирају игру на различитим историјским периодима у раном модерном добу, укључујући и доба која се фокусирају на европско откриће и колонизацију Америке, протестантску реформу и религиозни сукоб у Европи, у политичком стилу у француском стилу апсолутизам и револуције 18. века које се јављају у Француској и Америкама. Бесплатни "Минг" 1.20 ажурирање садржи нове механике апсолутизма заједно са функцијом пустошења у провинцији.

### "Трећи рим"
Трећи Рим је једанаести проширење (Иммерсион ДЛЦ) за Еуропа Универсалис 4. Објављен 12. маја 2017, фокусира се на руске нације, православну религију и сибирске територије. Такође уводи нове чинове руске владе заједно са новим способностима. Једна од главних особина коју додаје ДЛЦ је Сиберијска граница. Руске нације могу полако колонизовати ненасељене граничне регионе, без страха од нативних надахнутости. Ова карактеристика је доступна само земљама на руским територијама. Трећи Рим је објављен 14. јуна 2017 заједно са бесплатним 1.22 "Русија" ажурирање.

### "Колевка цивилизације"
Колевка цивилизације је 12. експанзија за Еуропа Универсалис 4. Објављено је 3. октобра 2017. Проширење је обновило регион Блиског истока додавањем нових провинција, земаља, догађаја, војних вежби и још много тога. Колевка цивилизације, заједно са бесплатним ажурирањем 1.23, објављена је 6. новембра 2017.

### "Рул Британиа"
Владати Британијом је 13. експанзија за Еуропа Универсалис 4, названу по правилу Томаса Арна, Британије! Објављен је 6. октобра 2017. године. Објављен је 20. марта 2018. заједно са бесплатним ажурирањем 1.25, који додаје провинције у Ирску, Енглеску, Северну Француску и земљама Бенелукса. ДЛЦ додаје нову религију, англиканизам, нове мисије, размену знања и многе друге карактеристике.

### Модови
Поред званичних експанзијских пакета, модови независних произвођача доступни су на сајтовима као што је Стим Вуркшоп. Модови могу модификовати или уклонити постојеће функције и додати нове функције, као што су нови модели уређаја или нова механика игре.
Еуропа Универсалис 4 има велики број модера. Популарни модови укључују "Екстендед Тајмлајн" (који је додао историју од 2 до 9999 године), адаптацију Гејм оф Тронс "Песма о леду и ватри" и комплетне ремонте као што су "Меију и Таксе"  или "Веритас Ет Фортитудо"..

## Оцене

### Критике
Еуропа Универсалис 4 је добила опште повољне критике, добивши резултат од 87/100  на агрегатној веб страници Метакритик. Критичари су похвалили побољшања после Еуропа Универсалис 3, нарочито нове механике и графику. Т.Ј. Хафер из Писи Гејмер-а описао је игру као "узбудљиву симулацију која осваја заједничко тело између вашег просечног играча цивилизације 5 и дугогодишњих играча посвећених великим стратегијама". Негативне повратне информације усмјерене на туторијале, борбене механике и бугове. Ницхолас Пеллегатта је признао ове грешке, а друга питања би могла бити решена у каснијим пределима и експанзијама. У 2013. години Еуропа Универсалис 4 освојио је награду "Златна коња" у категорији "Игра године" на пољској веб страници гикз.пл. Такође је освојио награде "Бест Стратеги" и "Бест Хисторицал" у наградама Гаме Дебате 2013.

### Продаја
Од фебруара 2014. Еуропа Универсалис 4 је продао преко 300.000 примерака. До јануара 2016. године на Стим-у је регистровано преко 900.000 игара. Од 21. јуна 2016. продато је више од милион примерака.

### Промена цена
У мају 2017. Парадокс Интерактив нормализовао је цену игре широм свијета и друге производе како би спречили да компјутерске игре буду јефтиније него што су било намењене у многим не-западним земљама, само неколико недеља пре годишње продаје летње распродаје. Ово је довело до масовних реакција и бојкота људи из погођених земаља, укључујући велики пораст негативних прегледа корисника на Стим-у у наредним недељама. Директор Парадокс-а, Фредрик Вестер, 22. јуна 2017. објавио је да ће цене бити враћене на раније нивое након летње распродаје Стим-а и тврде да ће покушати да надокнађују било кога ко је купио своје производе у вријеме прилагођавања цене.